# Harry Hepworth
Harry Hepworth, född 6 december 2003 i Harrogate, är en brittisk gymnast.

## Karriär
Vid europamästerskapen i artistisk gymnastik 2026 ingick han i det brittiska laget som tog silver i lagtävlingen.